# حادثة مروحية البيت الأبيض 1974
أقلع الجندي الأمريكي روبيرت بريستون من مطار تيبتون التابع لولاية ماريلند مستخدماً مروحية مسروقة من طراز يو إتش-1 إركويس وهبط في الحديقة الغريبة التابعة للبيت الأبيض وذلك في 17 فبراير لعام 1974 في خرق صارخ للأمن. وكان بريستون قد انخرط في الجيش الأمريكي ليصبح طياراً مروحياً، ولكنه لم يتخرج من الدورة التدريبية، فبالتالي فقد فرصته في أن يتقلد رتبة ضابط طيار. ولكونه ملزماً بإتمام أربع سنوات أُرسل إلى قاعدة ميد بصفته فنّي صيانة للمروحيات. وقد سوّغ بريستون سرقته للمروحية بقوله أن عدم تخرجه ونقله لم يكن عدلاً، وأردف قائلاً أنه أراد بسرقته للمروحية إبراز مهارته بصفته طياراً.
بدأت الأحداث حينما كان بريستون عائداً إلى تيبتون في إجازة وتحديداً بعد منتصف الليل، إذ كانت هناك 30 مروحية مُلئت وقوداً وجاهزة للطيران. فاستقل بريستون واحدة منها وأقلع بها دون تشغيل نظام الضوء المُقاوِم للتصادُم ولم يستخدم رموز النداء الموحدة. وقد أُخطرت شرطة ماريلاند أن بريستون قد طار نحو واشنطن. إذ حلق فوق نصب لينكولن التذكاري ونصب واشنطن. ثم حلق عائداً باتجاه قاعدة ميد مُلاحَقاً من قِبل مروحيتين تابعتين للشرطة من طراز بيل 206 جيت رانجر، إضافة إلى سيارات شرطة. وبعد أن وصلت المطاردة إلى ولاية ماريلاند، عاد إلى واشنطن ودخل محيط البيت الأبيض، بدأت حينها قوات الأمن بإطلاق النار وقد نتج عن ذلك إصابة بريستون بجروحٍ طفيفة، مما اضطره للهبوط وقُبض عليه وحُجز.
وفي المحاكمة عُقدت صفقة بأن يقر بريستون بالتهمة الموجهة إليه وهي الاستيلاء غير المشروع والإخلال بالأمن. مقابل الحكم عليه بالسجن لعام وغرامة قدرها 2400 دولار. ولإنه قضى 6 أشهر في السجن أثناء سير القضية، فقد تحتم عليه 6 أشهر أخرى. وبعد إطلاق سراحه سُرِّح من الجيش، وقضى حياة هادئة وتزوج ثم توفي جرّاء مرض السرطان في 2009.

## نشأته
وُلِد روبيرت مينيث بريستون في بنما سيتي في فلوريدا في عام 1953. وفي صباه التحق ببرنامج Junior Reserve Officers' Training Corps في ثانوية راذرفورد كونه يمتلك الشغف نحو السلك العسكري. ثم نال رخصة طيار خاص للطائرات ذات المحرك الواحد والطائرات ثابتة الجناحين كما أنه درس إدارة الطيران في كلية الساحل الغربي للمجتمع آملاً في أن يصبح طياراً مروحياً. وفي خِضمّ حرب فيتنام انخراط في الجيش الأمريكي وتدرب ليصبح طياراً مروحياً بقيادته لمروحية تدريبية من طراز هيوز أوساج تي اتش-55 في قاعدة والترز في تكساس، ولكنه فشل في الدورة التدريبية لضعفه في استخدام الأجهزة، وعلى إثره فقدَ فرصته في أن يصبح طياراً برتبة رقيب أول. وربما أدى انسحاب القوات الأمريكية من فيتنام وكثرة الزاد البشري في حرمانه من أن يصبح طياراً. ولإنه كان مُلزماً بإتمام السنوات الأربع اللازمة للخدمة العسكرية. أُرسل بريستون إلى قاعدة ميد بصفته فني صيانة للمروحيات في يناير من عام 1974. وكان بريستون وقت الحادثة يبلغ 20 عاماً ومتقلداً رتبة جندي أول. وقد وصفه قائده بإنه شخص سوّي وشبه انعزالي ويملك ذكاءً فوق المتوسط.

## الحادثة

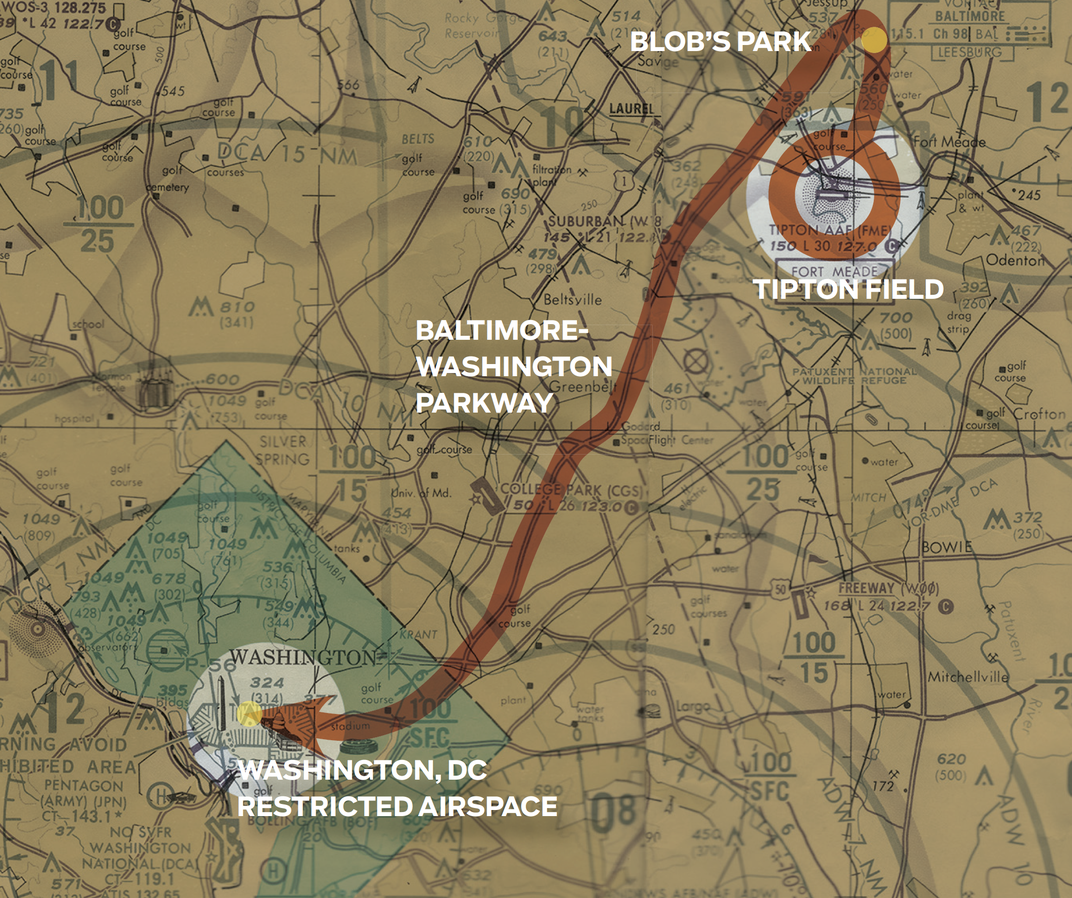
مُخطط رحلة بريستون من قاعدة تيبتون إلى واشنطن

في السابع عشر من فبراير لعام 1974 وبعد منتصف الليل بقليل غادر بريستون قاعة الاحتفال حزيناً إثر علاقة لم تكلل بالنجاح ومستقبله الغامض فيما يصبو إليه في السلك العسكري، عائداً إلى مهبط الطائرات العسكرية لقاعدة تيبنون، جنوب قاعدة ميد حيث ثلاثون مروحية من طراز يو إتش-1 إركويس مُلِئت وقوداً وعلى أُهبة الاستعداد لإن تطير. تذكر بريستون لاحقاً قوله:«أود النهوض والطيران، وأن أكون خلف دفة القيادة، فهذا ما سيشعرني بالسعادة كوني محبٌ للطيران». حينها أوقف سيارته في المهبط الخالي من الحراسة وصعد واحدةً من المروحيات ذات الرقم التسلسلي 62–1920 وبدأ بإجراء فحص ماقبل الطيران، وبعدها اقلع دون تشغيل نظام الضوء المُقاوِم للتصادُم ولم يستخدم رموز النداء الموحدة. ولكن حدث وأن رصد أحد المراقبين الجويين الطائرة المسروقة وأخطَرَ شرطة ولاية ماريلند.
ثم حلّق بريستون فوق المطعم الذي قد زاره آنفاً وأتبعه بالهبوط لهنيهه على الموقع الذي استعاد فيه قبعته لاحقاً، ثم عزم على الذهاب إلى واشنطن التي تبعد 20 ميلاً جنوب غرب مستدلاً بأضواء طريق بالتيمور واشنطن السريع، وقد رُصدت المروحية من قِبل شرطة محافظة كولومبيا حينما كانت تحلق ما بين مبنى الكونغرس ونصب لينكولن التذكاري. يُذكر أن التحليق فوق ذلك النطاق لم يكن قد مُنِع بعد؛ إذ لم تُنصب صواريخ أرض-جو حول واشنطن إلا بعد تفجيرات 11 سبتمبر. قضى بريستون 5-6 دقائق محلقاً على بعد قدمين فوق نصب واشنطن، ثم حلّق فوق مبنى الكونغرس، ومن ثم سلك جادة بنسلفانيا في طريقه إلى البيت الأبيض، وكانت نية الخدمة السرية إطلاق وابل من النيران على المروحية، ولكنهم احتاروا في التوقيت المناسب، إضافة إلى خشيتهم من إلحاقهم الضرر بالمارة، وفي الحين الذي كان بريستون يحوم فوق الحديقة الجنوبية ثم هبط لهنيهه عليها، حاول الضابط المسؤول عن مركز التحكم بالمكتب التنفيذي بالبيت الأبيض هنري كولباسكي مهاتفة مرؤوسيه دون فائدة، ولكن حينما أقلعت المروحية مرة أخرى أمركولباسكي جنوده بإسقاطها إن عادت.

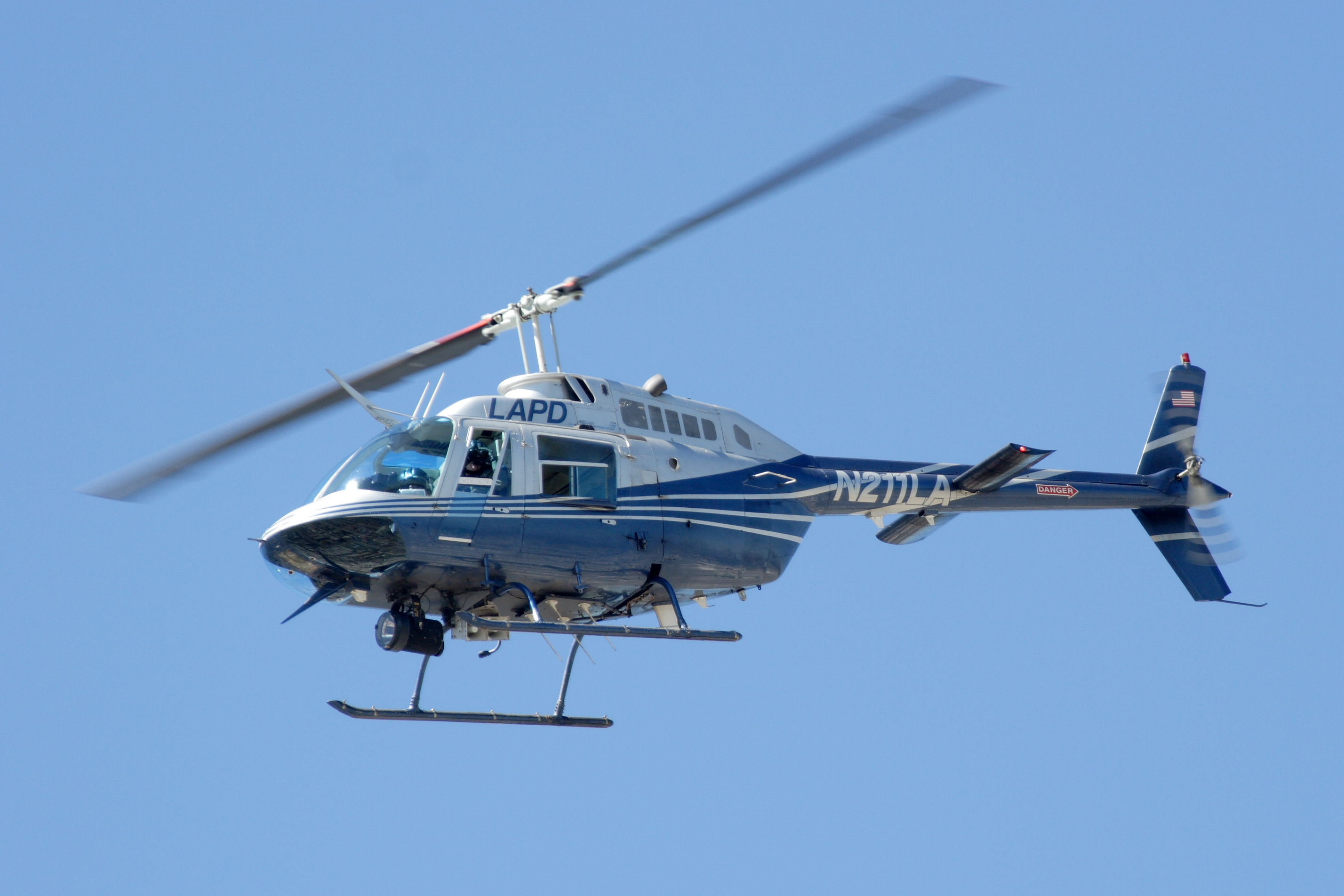
طائرة LAPD Bell 206 JetRanger مشابهة لتلك المستخدمة في المطاردة

وقد لاحظ مراقبٌ جوي يعمل في مطاررونالد ريغان الوطني نقطة مضيئة على الردار بحلول الساعة 12:56 صباحاً، وحين أدرك أنها المروحية المسروقة سارع بإخطار الشرطة، استدار بريستون حينها عائداً إلى قاعدة ميد تاركاً المجال الجوي المحظور، إذ لاحقته مروحية قديمة من طراز بيل 47 ولكنها عجزت عن مجاراة بريستون، وبعدها رُصدت المروحية على رادار مطار بالتيمور واشنطن الدولي، ثم أُرسِلت مروحيتين من قِبل شرطة مريلاند من طراز بيل 206 لاعتراض بريستون، ولكن بريستون اتجه شمال شرق مُطراداً من قِبل مروحيات وسيارات الشرطة، وسبّب بريستون حادثاً لأحدى سيارات الشرطة بتحليقه فوقها ببوصات قليلة، ثم حلّق للحظات فوق متجر لبيع الكعك المحلى، ثم فجأة قرر العودة إلى واشنطن بغية تسليم نفسه للرئيس ريتشارد نيكسون متبعاً طريق بالتيمور واشنطن السريع، واستطاع بريستون تفادي واحدة من المروحيات التي تلاحقه مسنخدماً مناورات حديثه، ثم أكمل طريقه نحو واشنطن مُحلقاً فوق السيارات أحياناً ببوصات قليلة ومُلاحقَاً من قِبل مروحية واحدة وبسرعة ثابتة ما بين 110-220 كيلو متر\ الساعة.

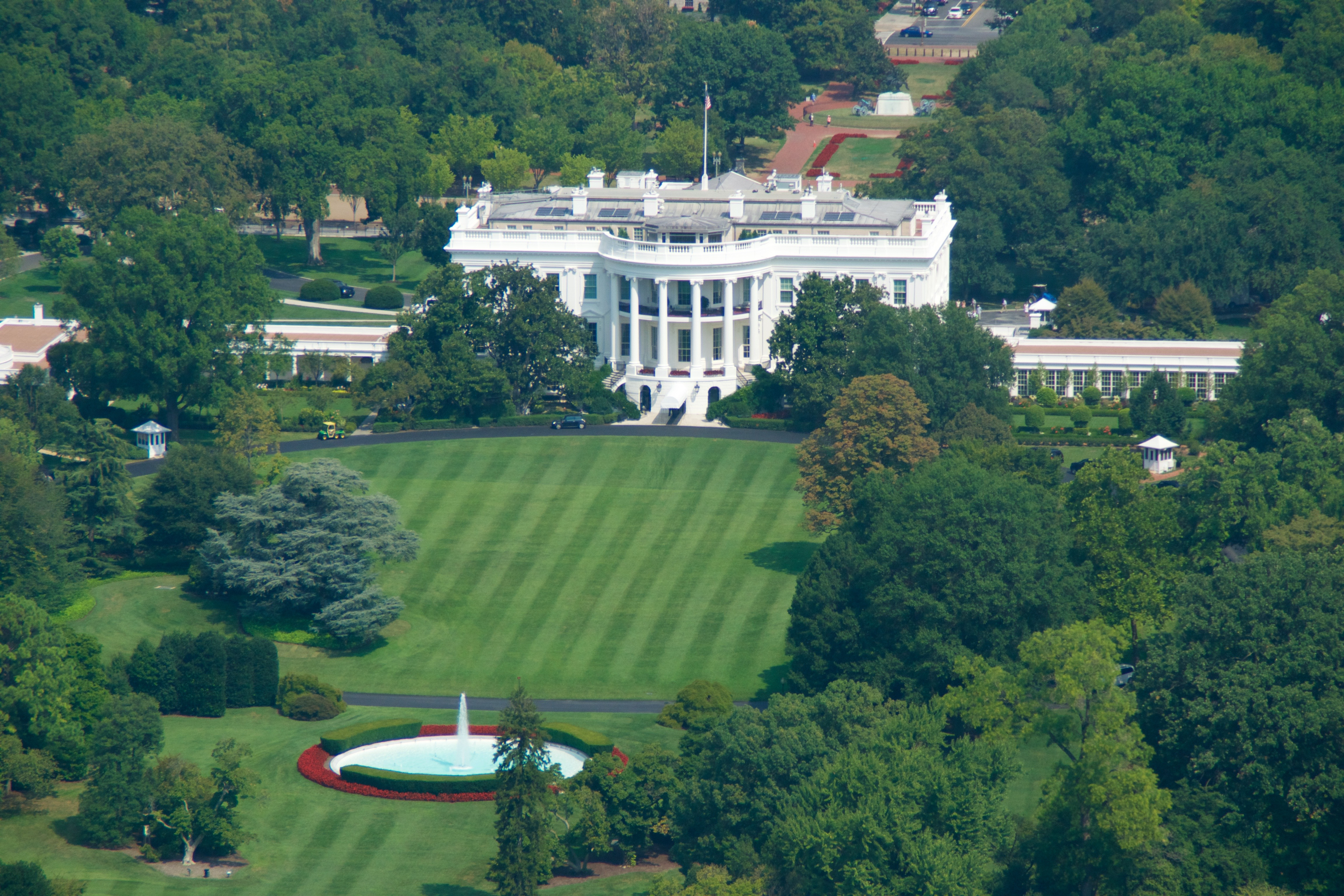

وبحلول الساعة الثانية صباحاً وصل بريستون إلى محيط البيت الأبيض، وبالكاد يرلا السياج المحيط بالمنطقة، وطِبقاً لما قاله لطيار المروحية المُلاحِقة له فإن بريستون كان قريباً بشدة من البيت الأبيض قائلأً:«قد كان بوسع بريستون الدخول مع الباب الأمامي»، وفجأة ودون سابق إنذار سُلِّط ضوء الكشافات على المروحية وقام عميل الخدمة السرية بإطلاق وابلٍ من النيران مستخدماً سلاحاً آلياً وشوزن مصيباً قدم بريستون وأمالت المروحية على جانبها وانزلقت ولكن استطاع بترسون السيطرة عليها وهبط بها على الحديقة الغربية والتي تبعد 300 قدماً عن المبنى.
حينها أُطلِقت 300 طلقة، أُصيبَ بريستون بخمسٍ منها، ممّا سبب له جروحاً طفيفة، ترجل بريستون من المروحية وفرّ مسرعاً نحو البيت الأبيض ولكنه عُرقِل من قِبل عميل الخدمة السرية وقُِيّدَ واُقتيدَ إلى مستشفى والتر ريد العسكري لتلقي العلاج، إذ وصلَ مبتسماً وضاحكاً بشكلٍ هستيري، يُذكر أنه في خضّم هذه الحادثة كان الرئيس نيكسون مسافراً إلى فلوريدا، فيما كانت زوجته بات نيسكون تعود ابنتها المريضة جولي في إنديانابوليس.

## ما تلى الحادثة
أصبحت المروحية المسروقة معلماً سياحيا شهيراً يومها، وقُيّمت من قِبل أفراد الجيش إذ وجدوا أنها صالحة للطيران على الرغم من العديد من ثقوب الطلقات النارية، وتم نقلها أمام الكاميرات من العديد من شبكات التلفزيون والصحفيين قبل الظهربقليل. هذا وقد تم صُّورت المروحية على نطاق واسع كجزء من التحقيق، ثم أُصلِحت وأُعيدت إلى القاعدة لتشغيلها مجدداً.ثم عُرِضت لاحقًا في قاعدة الاحتياط المشتركة للمحطة الجوية البحرية Willow Grove. ويُعتقد أن ماقام به بريستون أثّر على صامويل بيك والذي حاول اختطاف طائرة بعد حادثة بريستون بخمسة أيام حاملاً مسدساً عيار 22 وزجاجة مولوتوف ، ووفقاً لما ورد بالتسجيلات التي سجلها صامويل قبل محاولته خطف الطائرة فإنه ينوي اغتيال الرئيس نيكسون، وحينما أطلقت الشرطة النارعليه انتحر.

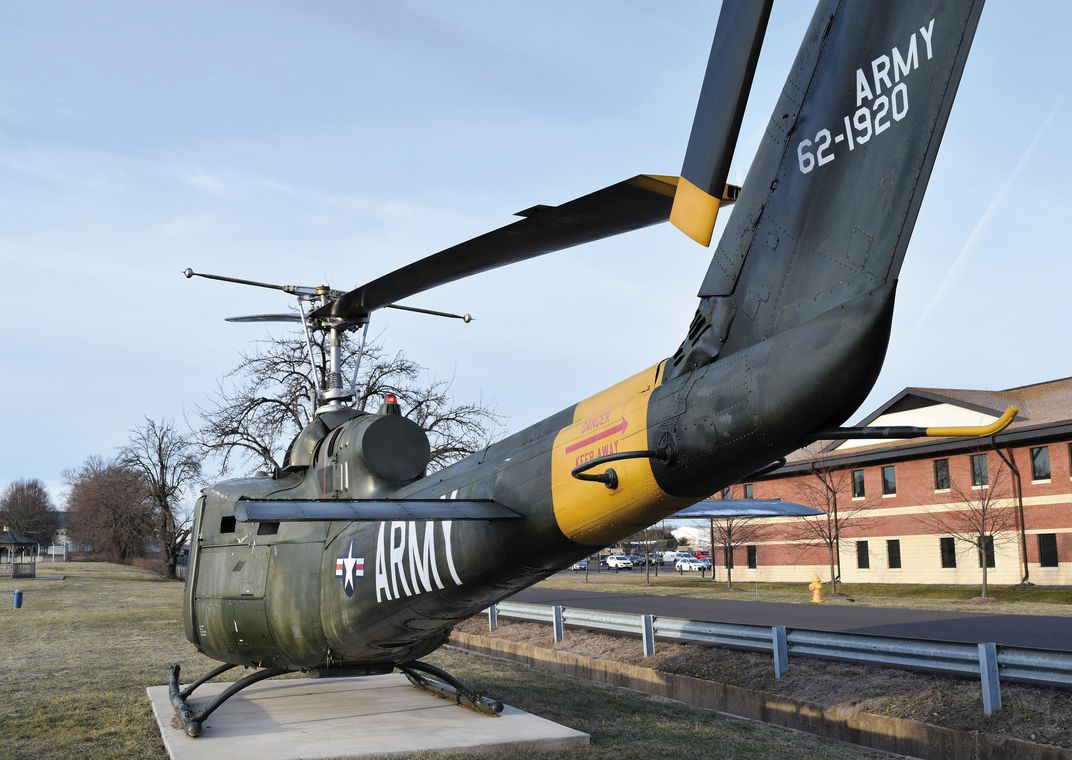
المروحية المسروقة

اُتهِمَ بريستون بالدخول غير المشروع إلى أراضي البيت الأبيض، وهي جنحة تبلغ غرامتها 100 دولاروهو مايساوس 518.42 دولار في الوقت الراهن  وأقصى عقوبة هي السجن لستة أشهر.فيما رتب محاموه صفقة مساومة يتم فيها إسقاط جميع التهم الخاضعة للولاية القضائية المدنية إذا تم تحويل المحاكمة من مدنية إلى عسكرية، واُتهِمَ في المحاكمة العسكرية بالعديد من التهم منها محاولة القتل والعديد من الجرائم الثانوية. فيما أفاد قائد أحد طائرات JET RANGER باعتقاده أن بريستون كان ينوي الانتحارعن طريق الاصطدام بالبيت الأبيض، ولكن بريستون أكد أنه أراد فقط لفت الانتباه إلى الظلم الواقع عليه وإظهار مهارة الطيران لديه،  هذا وقد أقر بريستون بذنبه بالاستيلاء غير المشروع والاخلال بالأمن"  وقد حُكم عليه بالسجن لعام واحد ودفع غرامة قدرها 2,400 دولار وتساوي اليوم 12,442دولار.  وقد اُحتسبت فترة محاكمته كجزء من العقوبة مما يعني أن عليه قضاء 6 أشهر فقط في السجن. وبدلاً من ذلك، فقد خدم لشهرين في فورت رايلي في كانساس قبل أن يُسرّح عسكرياً من الجيش لعدم الملاءمة.
هذا وقد وسّعت الخدمة السرية دائرة المجال الجوي المحظور حول البيت الأبيض.فيما هنأ نيكسون الضابط كولبساكي والطيار ومساعده. وقد أهداهم وغيرهم من العملاء أزواج من أزرار أكمام رئاسية في حفل أقيم في البيت الأبيض.
انتقل بريستون إلى ولاية واشنطن بعد إطلاق سراحه. وتزوج عام 1982 وربى ابنتي زوجته. , توفي جرّاء مرض السرطان وذلك في يوم 21 يوليو 2009 في افراتا التابعة لولاية واشنطن 